# Toro (Włochy)
Toro – miejscowość i gmina we Włoszech, w regionie Molise, w prowincji Campobasso.
Według danych na rok 2004 gminę zamieszkiwało 1530 osób, 66,5 os./km².